# Rafael Simões
Rafael Tadeu Simões (Pouso Alegre, 29 de novembro de 1964) é um político mineiro filiado ao partido União Brasil, ex-prefeito de Pouso Alegre por dois mandatos consecutivos. Renunciou ao cargo em 27 de março de 2022, substituído por seu vice Coronel Dimas, para concorrer as eleições de 2022 ao cargo de Deputado Federal sendo eleito no pleito de 2 de outubro de 2022 com 144.924(1,29%) dos votos.